# Njeri Weth
Njeri Weth (* 1974 in Münster) ist eine deutsche Sängerin. Sie widmet sich der christlichen Musik, indem sie Klassik, Gospel und Soul miteinander verbindet. Oft singt sie a cappella oder Belcanto.

## Leben
Njeri Weth studierte zunächst Gesang in Münster, dann absolvierte sie ein Studium an der Robert Schumann Hochschule Düsseldorf im Fach Operngesang bei Jeanne Piland.
Seit 2004 entwickelt sie neue Konzertformen, darunter auch die „Trostkonzerte“.
2007 gründete Njeri Weth ihr eigenes Musiklabel „Flamingo Sounds“, unter dem sie auch ihre CD „Comfort [komm'fo:rt]“ in Zusammenarbeit mit Markus Wentz veröffentlichte.
2014 veröffentlichte sie bei Flamingo Sounds das Album „BITTER SWEET“ mit 12 neuen Kompositionen.

## Projekte
Seit November 2004 finden jährlich die Trostkonzerte im November statt. Sie sollen in der dunklen Jahreszeit Trost spenden.
Die Stiftung Himmelsfels bringt Menschen unterschiedlicher Nationen friedlich zusammen. Njeri Weth unterstützt neben ihrem Mann Johannes Weth die Arbeit der Stiftung.
Die 7 Sterne Edition gibt es seit 2007. Die Kalender und Karten, die hier entstehen, erscheinen in Kooperation mit Mateno und dem Adeo Verlag. Njeri Weth ist Teil des Projekts seit Beginn an.

## Privat
Njeri ist verheiratet mit Johannes Weth, Sohn der Theologen Rudolf und Irmgard Weth (Autorin der Neukirchner Kinderbibel). Njeri und Johannes Weth haben zwei Kinder und leben in Nordhessen.

## Zusammenarbeit
- Christoph Zehendner
- Peter Hamburger